# Eliud Williams
Eliud Williams Thaddeus (* 21. August 1948) ist ein dominicanischer Politiker und war von 2012 bis 2013 Staatspräsident Dominicas in der Nachfolge von Nicholas Liverpool.

## Leben
Eliud William schloss ein Wirtschaftsstudium an der University of the West Indies 1995 mit dem Master-Examen ab. Von 1985 bis 1987 arbeitete er in der Privatwirtschaft und war anschließend bis 2004 in der Öffentlichen Verwaltung tätig. 2004 wurde er Leiter der Eastern Caribbean Telecommunications Authority, ein Amt, das er bis 2008 innehatte.
Nach dem Amtsverzicht von  Nicholas Liverpool aus gesundheitlichen Gründen wurde Eliud Williams von der Dominica Labour Party als Kandidat für die Präsidentschaftswahl aufgestellt. Gewählt wurde er vom Parlament am 18. September 2012. Seine Wahl wurde von der Oppositionspartei United Workers Party boykottiert, da sie die Wahl für nicht verfassungsgemäß hielt.
Bei der Präsidentschaftswahl am 30. September 2013, die wieder von der Opposition boykottiert wurde, wurde Charles Savarin (ebenfalls Dominica Labour Party) als Williams’ Nachfolger gewählt.

## Weblink
- Official site of the President's Office, Commonwealth of Dominica